# Giulio Zignoli
Giulio Zignoli (Verona, 19 april 1946 – aldaar, 12 september 2010) was een Italiaans voetballer die uitkwam als verdediger. Zignoli speelde 108 wedstrijden in de Serie A, bij Cagliari Calcio, AC Milan en AS Varese 1910.
Zignoli overleed op 64-jarige leeftijd in een ziekenhuis te Verona. Hij verbleef reeds sinds 7 juli 2010 in datzelfde ziekenhuis ten gevolge van een ernstige ziekte.